# Juan Bautista Morales

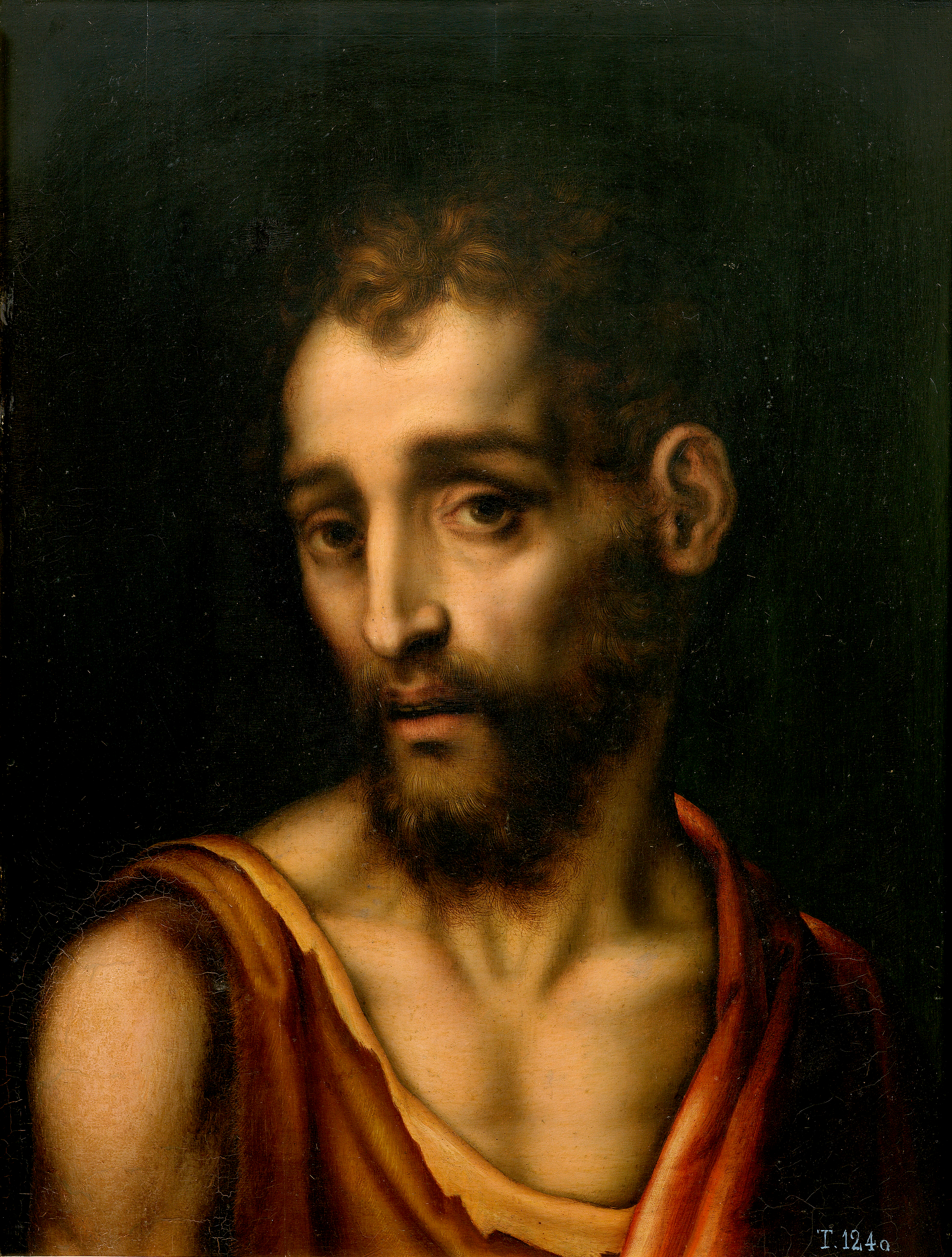
Porträt von Juan Bautista Morales (um 1566)

Juan Bautista Morales OP (* um 1597 in Ecija (Andalusien); † 17. September 1664 in Fu-ning, China; auch: Juan Bautista de Morales) war ein spanisches Mitglied des Dominikanerordens und Missionar in China.

## Leben und Wirken
Morales trat schon in jungen Jahren dem Order des heiligen Dominikus bei. Ab 1622 war er einige Jahre in der Missionsarbeit auf den Philippinen tätig, zunächst vor allem unter den dort eingewanderten Chinesen. 1628/29 unternahm er zwei Reisen nach Kambodscha. 1633 ging er mit einer Gruppe von Missionaren seines Ordens nach China in die Provinz Fu-kien, wo sie eine Mission begründeten. Juan Bautista Morales beteiligte sich aktiv am Ritenstreit um Frage, ob die zum Christentum bekehrten Chinesen die tradierten Riten und Zeremonien auch als Christen beibehalten konnten. Der Streit entstand zwischen Jesuiten einerseits und Dominikanern sowie Franziskanern andererseits. Letztere behaupteten, dass die Jesuiten den Konfuzius- und Ahnenkult bis zu einem gewissen Grad tolerierten, um Konvertiten zu generieren, und beharrten auf einem Verbot der Zugeständnisse an chinesische Gebräuche.
1623 kam er in Berührung mit dem Fingeralphabet.
Seine Ordensprovinz schickte Morales im Februar 1643 nach Rom, wo er am 12. September 1645 von Papst Innocenz X. mit seiner Vorlage Quaesta xvii a Fr. J.B. de Moralez, missionum sinarum procuratore, proposita Romae 1643 S. Congreg. de Prop. Fide ein Urteil zum Verbot der Methoden der Jesuiten erwirkte. Diese legten Berufung in Rom ein, woraufhin Papst Alexander VII ein widersprüchliches Dekret erließ. 1661 lenkte Morales dann die Aufmerksamkeit des Heiligen Stuhls erneut auf die Angelegenheit. 1669, fünf Jahre nach Morales’ Tod, erließ Papst Clemens IX. ein neues Dekret gegen die Jesuiten. Juan Bautista Morales kam 1648 mit neuen Mitarbeitern für die Missionsarbeit wieder auf die Philippinen; so hatte er Vittorio Riccio motiviert, umfangreiche Missionarsarbeit in Manila und Südostchina zu leisten. Ab 1649 wirkte er wieder in China.

## Werke (Auswahl)
- Quaesta xvii a Fr. J.B. de Moralez, missionum sinarum procuratore, proposita Romae 1643 S. Congreg. de Prop. Fide (Rome, 1645)
- Tractatus ad explicandas et elucidandas opiniones et controversias inter Patres Societatis Jesu et religiosos S. Ord. Praed.
- Commentarium super Litanias B. Virginis lingua sinica
- Tractatus ad Dei amorem in voluntate excitandum, lingua sinica
- Pronunciaciones Generales de Lenguas, Escuela de Escribir y contar y significación de letras por las manos